# ارين دونالد
ارين دونالد (بالإنجليزية: Warren Donald)‏ (7 أكتوبر 1964 في المملكة المتحدة - ) هو لاعب كرة قدم بريطاني في مركز الوسط. لعب مع كولتشستر يونايتد ونادي نورثامبتون تاون ووست هام يونايتد ونادي كيترينغ تاون وStamford A.F.C. ‏ ونونيتون بورو ‏ وDaventry Town F.C. ‏ وRaunds Town F.C. ‏.

## وصلات خارجية
- ارين دونالد على موقع قاعدة بيانات كرة القدم.إي يو (الإنجليزية)